# 霍子乐
霍子乐（1898年—1967年11月17日），男，陕西绥德人，中国社会活动家、政治人物，曾任陕西省政协副主席，第三届全国人大代表。